# Phyllophaga longifoliata
Phyllophaga longifoliata är en skalbaggsart som beskrevs av Moser 1921. Phyllophaga longifoliata ingår i släktet Phyllophaga och familjen Melolonthidae. Inga underarter finns listade i Catalogue of Life.